# Too Close
Too Close è un brano musicale della boy band inglese Blue, pubblicato nell'agosto 2001 come secondo singolo estratto dal loro primo album All Rise. Il brano è una cover dell'omonimo pezzo del gruppo R&B Next.
Il singolo è diventato il primo numero 1 del gruppo in Inghilterra. Ha anche raggiunto la quinta posizione in Australia e la diciassettesima in Irlanda.

## Tracce
1. "Too Close"
2. "Too Close" (Blacksmith R & B Club Rub)
3. "Too Close" (Instrumental)

## Classifiche
| Paese             | Posizione più alta |
| ----------------- | ------------------ |
| Australia         | 5                  |
| Austria           | 72                 |
| Belgio (Fiandre)  | 6                  |
| Belgio (Vallonia) | 61                 |
| Germania          | 66                 |
| Irlanda           | 17                 |
| Norvegia          | 19                 |
| Nuova Zelanda     | 1                  |
| Regno Unito       | 1                  |
| Svezia            | 41                 |